# 몽페를랭회

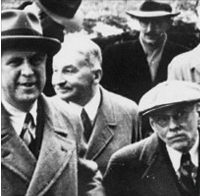

몽페를랭회(Mont Pelerin Society, MPS)는 경제학자들과 기업가들, 그리고 고전적 자유주의에 우호적인 이들이 만든 국제 단체이다. 이 단체는 자유 시장 경제 정책들과 열린 사회에 대한 정치적 가치들을 옹호한다.

## 이름
몽페를랭회는 1947년 4월 10일에 프리드리히 하이에크에 의해 조직된 회의에서 창립되었다. 초기에는, 액턴-토크빌 협회라는 이름이었다. 두 명의 "로마 가톨릭 귀족"의 이름을 따서 지은 것에 대해 프랭크 나이트가 이의를 제기하였고, 루트비히 폰 미제스가 액턴과 토크빌의 실수가 협회에 영향을 줄 수 있다는 우려를 표명하여, 원래 이름을 대신해서 모임이 열렸던 스위스의 리조트의 이름이 사용하게 되었다.

## 역사
대부분은 경제학자들이고, 일부는 역사학자 또는 철학자들인 39명의 학자들이 1947년에 “국가 주도권과 지구를 휩쓸고 있는 마르크스주의자와 케인지안의 기획”에 맞써 싸우고, 고전적 자유주의의 상황과 가능한 운명에 대해 토론하기 위해, 프리드리히 하이에크에 의해 스위스 몽페를랭에 초대되었다. 개회 연설에서 하이에크는 "이 모임의 계획을 위해 가장 많이 대화를 나눴던 두 분이 끝내 이것이 실현되는 것을 보지 못하고 가셨다"며 시카고 대학교에서 훗날 이 모임의 회장이 되는 밀턴 프리드먼을 가르친 헨리 시몬스와, 잉글랜드 은행의 고관이며 런던 왕립학회의 회장을 역임했던 존 클래펌을 언급했다.

## 주제
- 하이에크는 경쟁정책이 필요한 데, 담합문제는 민법으로 다루어여 한다고 결정했다.
- 전기통신, 전화, 우편등의 독점기업들에 대해서 어떻게 할 것인가를 다루었다. 국유화해서는 안되고 규제를 해야 한다고 주장했다. (하이에크와 미제스는 반대)
- 빈곤문제: 밀턴 프리드먼, 네거티브 소득세를 도입, 일정 금액의 소득이하에서는 국가가 지원( 칼포퍼도 동의함)
- 자유주의가 이념 전쟁에서 패한 이유를 논함. 사회주의자들은 선전, 선동에 성공했다. 하지만, 자유주의자들은 소비자를 위해 한 일이 없다고 반성함.

- 몽페를랭회, 공식 사이트
- Marc Haegeman, The general meeting files of the Mont Pèlerin Society (1947-1998). 108pp pdf.
- William H. Peterson, A History of the Mont Pelerin Society by R. M. Hartwell (book review), The Freeman, Foundation for Economic Education, July 1996.
- Greg Kaza, The Mont Pelerin Society’s 50th Anniversary, The Freeman, Foundation for Economic Education, June 1997.